# François Rouve
François Rouve est un syndicaliste policier qui s'est engagé dans la Résistance puis a joué un rôle important pendant la Guerre d'Algérie, période où il a été secrétaire général de la Fédération syndicale des personnels de la préfecture de police.

## Biographie
François Rouve est né le 1er décembre 1911 à Montagnac (Hérault). Il était le fils de Simon Rouve charron forgeron  et propriétaire viticulteur. De nombreux juifs seront cachés par sa famille à Montagnac pendant la guerre.
Militant actif, il acquit rapidement des positions syndicales pendant la seconde guerre mondiale, quand il devint délégué de la mutuelle et de l’orphelinat mutualiste. Dès 1940, il est résistant puis participe en 1942 à la création du Front national Police, devenant  en mai 1942 l’adjoint d'Albin Maistre, responsable de cette organisation à Paris ans le 19e arrondissement puis participant à des sabotages en 1944 et jouant un rôle important lors de la Libération de Paris, à la tête de 80 hommes.
Devenu après la guerre leader syndical policier, en particulier numéro un du SGP, François Rouve fit  une critique ouverte des institutions et des élus de la IVe République
. François Rouve est alors considéré comme  une « figure de la gauche », pour avoir protesté contre  le massacre du 17 octobre 1961. Il fut même révoqué par le ministère de l'intérieur à l'automne 1961 pour avoir « dénoncé » dans la presse le massacre du 17 octobre 1961.
Dès le 2 octobre 1961, lors des obsèques d'un policier, Papon avait déclaré «Pour un coup reçu, nous en porterons dix » et trois jours après avait décidé un couvre-feu visant les « travailleurs musulmans algériens ».
Le processsus de sanction qui l'a alors visé a déclenché des protestations très larges, y compris venues du syndicat de la police d'Allemagne occidentale, estimant que la suspension de François Rouve est contraire aux droits de la liberté d'expression . En France, la Fédération de l'éducation nationale se montre en particulier très critique. Le ministre de l'Intérieur Maurice Papon reste cependant inflexible. Par la suite, l'article à ce sujet écrit dans un magazine connu pour son opposition dès 1954 à la Guerre d'Algérie qui l'avait interviewé a en particulier provoqué en décembre 1961 la saisie de l'hebdomadaire L'Express  et journal clandestin "Témoignages et documents"  que Maurice Pagat a publié, entre 1958 et 1962, consacré à la guerre en Algérie. L'historien Alain Dewerpe a souligné que cette révocation finalement intervenuele 5 février 1962 avait été motivé par sa dénonciation dans la presse de la répression du 17 octobre 1961. 